# Hans Stam (bestuurder)
J.C.G. (Hans) Stam (Abbekerk, 7 december 1948) is een Nederlands bestuurder. Hij was tussen 1999 en 2006 algemeen directeur van het OntwikkelingsBedrijf Rotterdam en van 2006  tot 2013 directeur van de Nederlandse Hartstichting.

## Jeugd, studie en vroege carrière
Stam is geboren in Abbekerk in West-Friesland. Hij volgde de lagere school in Aruba en Amstelveen, en deed vervolgens HBS-B aan het Sint-Nicolaaslyceum in Amsterdam. In 1966 begon hij met een studie biologie en scheikunde aan de Universiteit van Amsterdam. Tijdens deze studie werkte hij vanaf 1969 als parttime docent wiskunde, scheikunde en biologie op middelbare scholen in Amstelveen en Uithoorn, en vanaf 1973 als student-assistent op het (toenmalige) Centraal Nederlands Instituut voor Hersenonderzoek.
In 1975 accepteerde Stam een driejarige research fellow aan het Thoraxcentrum van de medische faculteit van de Erasmus Universiteit Rotterdam. Hij promoveerde in mei 1978 op een proefschrift over de stofwisseling van het hart.
In 1978 ging Stam werken als wetenschappelijk medewerker op de afdeling Biochemie I van de Medische Faculteit van de Erasmus Universiteit Rotterdam en van 1983 tot 1985 als universitair hoofddocent. Hij was van 1981 tot 1985 tevens lid van de faculteitsraad van de Medische Faculteit.
In de periode van 1975 tot 1985 publiceerde Stam 76 wetenschappelijke artikelen als eerste auteur en was mede-redacteur van twee boeken.

## Bestuurder
In 1985 werd Stam gekozen tot lid in het college van bestuur van de Erasmus Universiteit Rotterdam. Vanaf 1987 was hij kroonlid en vicevoorzitter, met de portefeuilles financiën, studentenzaken, relatie met het AZR en het Oogziekenhuis Rotterdam. Hij was tevens voorzitter van het Gemeenschappelijk Beleids Orgaan EUR/AZR, het huidige Erasmus MC.
In 1999 werd Stam door de gemeente Rotterdam aangesteld als algemeen directeur van het OntwikkelingsBedrijf Rotterdam (OBR), en was hij tevens lid van het Concernberaad van de Gemeente Rotterdam. Dit zou hij blijven tot november 2005. Hij was in deze periode onder andere projectdirecteur voor een aantal grote ontwikkelingsprojecten zoals Station Rotterdam Centraal, Kop van Zuid en Brainpark III.

## Overige bestuursfuncties

### Huidige
- Voorzitter van het European Heart Network, 21 mei 2010 - heden
- Bestuurslid Dutch Clinical Trial Foundation, mei 2008 - heden
- Lid Raad van Toezicht van het Durrer Center for Cardiogenetic Research, oktober 2008 - heden
- Bestuurslid van het Centraal Bureau Fondsenwerving, februari 2007 - heden
- Penningmeester van de Vereniging van Fondsenwervende Instellingen, februari 2007 - heden
- Lid van het bestuur van het CardioVasculair Onderwijs Instituut, 15 oktober 2006 - heden
- Lid raad van toezicht van het Maasstad Ziekenhuis Rotterdam, 1 juli 2005 - heden
- Lid van de raad van toezicht van Stichting Aafje, 1998 - heden

### Voormalige
- Bestuurslid van de Fietsersbond, 26 februari 2010 - ?
- Vicevoorzitter van de World Heart Federation (2011)[4]
- Voorzitter Stichting Landelijk Dienstverlenend Centrum voor Studie- en Beroepskeuze Voorlichting, 1996 - 2007
- Voorzitter Rotterdam-Baltimore Zusterstad Comité
- Bestuurslid van de Economic Development Board Rotterdam, 2004 - 2006
- Bestuurslid Stichting Incubator van het Erasmus MC, 2002 - 2006
- Bestuurslid Stichting Hartmetabolisme
- Lid Raad van Commissarissen van E-TV
- Lid Bestuurscommissie Openbaar Primair Onderwijs van de gemeente Capelle aan den IJssel
- Commissaris Asklepion Exploitatie Maatschappij
- Lid van het Bataafs Genootschap der Proefondervindelijke Wijsbegeerte
- Bestuurslid Stichting Interuniversitair Centrum voor Ontwikkeling op het terrein van organisatie- en veranderkunde
- Redactieraad Academia, Tijdschrift voor Hoger Onderwijs en Onderzoek
- Lid Culturele Commissie Grote of Sint-Laurenskerk
- Raad van Commissarissen van de Stichting Ondersteuning R.S.C./R.V.S.V.
- Stichting Society François de Callières
- Stichting Nationale Wetenschap en Techniek Week
- Stichting Pierre Bayle-lezing
- Integraal Kankercentrum Rotterdam
- Interuniversitair Cardiologisch Instituut Nederland
- Stichting Olympisch Steunpunt Rotterdam
- Stichting Holland Basketbal Week
- Stichting Rotterdam Topsport

## Lidmaatschap adviesraden
- Lid redactieraad Hartbulletin (2006-heden)
- Lid van de Raad van Advies van HD Projectrealisatie (december 2005-heden)
- Initiatiefnemer en lid Raad van Advies van de postdoc opleiding Master City Developer (2003-2006)
- Lid Programmaraad Academie (Bestuursdienst Gemeente Rotterdam)
- Raad van Advies voor de post HBO opleiding Parkmanagement
- International Advisory Committee Biomedical Primate Research Centre
- Postgrade (Glaxo Wellcome)

## Persoonlijk leven
Stam is getrouwd en heeft twee kinderen. Hij woont in Rotterdam. 